# 宇文系
宇文系（?—?），鲜卑宇文部的后代，北周缔造者宇文泰的曾祖父。他的祖父宇文逸豆归，为前燕慕容部所灭，他的父亲宇文陵后来归附拓跋部。北魏建立后，宇文陵迁居武川。二子：长子宇文韬，并以武略著称。次子宇文阿头。